# Melichar Formánek
Melichar Formánek (24. prosince 1919 – ???) byl český a československý politik Komunistické strany Československa a poúnorový poslanec Národního shromáždění ČSR.

## Biografie
Po volbách roku 1954 byl zvolen do Národního shromáždění za KSČ ve volebním obvodu Jeseník. Mandát nabyl až dodatečně v říjnu 1958 jako náhradník poté, co rezignoval poslanec František Rygar. V parlamentu setrval až do konce funkčního období, tedy do voleb roku 1960. K roku 1960 se uvádí jako předseda ONV Jeseník.